# Juliane Robra
Juliane Robra (* 8. Januar 1983 in Herdecke, Nordrhein-Westfalen) ist eine ehemalige Schweizer Judoka. Sie ist Inhaberin des 4. Dan.

## Leben
Robra wuchs im deutschen Ort Herdecke auf und besuchte ihre erste Judostunde an der dortigen Primarschule.
1994 zog Robra mit ihrer Familie nach Genf, weil ihr Vater in der Schweiz zu arbeiten begann. Ein Jahr später, 1995, nahm sie an ihrem ersten internationalen Judo-Wettkampf teil. Ihren ersten grossen Erfolg feierte Robra im Nachwuchs mit dem Gewinn von U23-EM-Silber 2005 in Kiew.
Karriere-Höhepunkt für Robra war die Teilnahme an den Olympischen Sommerspielen 2012 in London. Dort scheiterte sie allerdings in der Startrunde.
Im Juli 2016 beendete Robra ihre Aktivkarriere als Judoka nach über 20 Podiumsplätzen bei internationalen Wettkämpfen – darunter bei Grand-Slam-Wettkämpfen, Grand Prix, Europameisterschaften und im Europacup mit dem Team. Ihre beste Klassierung in der Weltrangliste ist Platz 6.
Noch heute ist Robra dem Judosport eng verbunden. So ist sie nach wie vor Trainerin bei ihrem Jugend-Klub in Genf.

## Sportliche Erfolge
- Schweizer Meisterschaften: 8-fache Schweizer Meisterin und einmal Schweizer Meisterin im Team
- Europameisterschaft:  2010 in Wien – 3. Platz (Kategorie bis 70 kg) / 2012 in Tscheljabinsk – 3. Platz (Kategorie bis 70 kg)[3]
- Olympische Spiele: Teilnahme an den Sommerspielen 2012 in London